# Phalotris sansebastiani
Phalotris sansebastiani là một loài rắn trong họ Rắn nước. Loài này được Jansen & Köhler mô tả khoa học đầu tiên năm 2008.